# José David
Pour les articles homonymes, voir David.
José David est un compositeur, musicographe et pédagogue français né le 6 janvier 1913 aux Sables-d'Olonne et mort le 21 août 1993 à Juan-les-Pins.

## Biographie
José David naît le 6 janvier 1913 aux Sables-d'Olonne,. Il est le fils du chanteur (ténor) Léon David,.
En 1933, il entre au Conservatoire national supérieur de musique de Paris, où il étudie l'harmonie avec Paul Fauchet (puis Jacques de La Presle), la fugue avec Simone Plé-Caussade et la composition avec Henri Büsser. Dans l'établissement, il suit également les cours de Maurice Emmanuel (histoire de la musique) ainsi que de Marcel Dupré (orgue),.
En 1936, José David se marie en l'église Saint-Germain-des-Prés à Paris.
En 1939, il est mobilisé et sert dans un régiment d'artillerie durant la Seconde Guerre mondiale. Il est récipiendaire de la croix du combattant.
À compter de 1941, il s'installe boulevard Saint-Germain.
À l'issue du conflit, José David est professeur d'enseignement musical de la ville de Paris et fonde en 1947 le groupe Eurythmie en compagnie des compositeurs Amédée Borsari, Émile Damais et Jean Rollin.
En 1965, il est nommé membre du jury des concours d'harmonie du Conservatoire de Paris avant de devenir au sein de l'établissement professeur de la classe de préparation au professorat en 1967.
Comme musicographe, il collabore à Musique et Radio et à la Revue du Bas-Poitou et donne diverses conférences, sur Maurice Ravel, notamment (au Salon littéraire du Bon Marché ou au grand amphithéâtre de la Sorbonne en 1978, par exemple).
José David meurt le 21 août 1993 à Juan-les-Pins,. Il était officier des Palmes académiques.

## Œuvres
Comme compositeur, José David est notamment l'auteur de :
- Impressions de Vendée, pour piano (1944 ; également pour orchestre) ;
- La Ballade de Florentin Prunier, pour voix, violon, violoncelle et piano (1947) ;
- Symphonie pour ondes Martenot et orchestre (1948) ;
- Jacquet le Prioux, ballet (1950) ;
- Sonate pour violon et piano (1955) ;
- Laudate Dominum pour 3 voix d'hommes et orgue (1960) ;
- 2 Poèmes pour voix et piano (1973).

Comme auteur, il a aussi collaboré avec Nicolas Obouhov à un Traité d'harmonie tonale et atonale (Paris, 1947).